# Jeziernik (powiat nowodworski)
Jeziernik – wieś w Polsce położona w województwie pomorskim, w powiecie nowodworskim, w gminie Ostaszewo na obszarze Żuław Wiślanych. Wieś jest siedzibą sołectwa Jeziernik, w skład którego wchodzą również Komarówka i Lubiszynek Pierwszy. Wieś znajduje się na szlaku Żuławskiej Kolei Dojazdowej.
W latach 1975–1998 miejscowość położona była w województwie elbląskim.

## Zabytki
Według rejestru zabytków NID na listę zabytków wpisany jest kościół pw. św. Jerzego, nr rej.: A-181 z 8.04.1960.